# Myriam Sarachik
Myriam P. Sarachik (Antuérpia, 8 de agosto de 1933 – Manhattan, 7 de outubro de 2021) foi uma física estadunidense.
Recebeu o Prêmio Oliver E. Buckley de Matéria Condensada em 2005. Foi Distinguished Professor de física no City College of New York desde 1995, onde leciona desde 1964. Em 2008 foi eleita para o conselho governamental da Academia Nacional de Ciências dos Estados Unidos. Ela é uma física experimental da matéria condensada. Seu trabalho consiste em experimentos a baixas temperaturas.
Foi ativa na defesa dos direitos humanos de cientistas, como membro e presidente do Committee on the International Freedom of Scientists da American Physical Society, durante muito tempo membro do Human Rights of Scientists Committee da Academia de Ciências de Nova York. Ele foi um dos que assinaram uma petição para o presidente Barack Obama em 2015 para que o Governo Federal dos Estados Unidos fizesse um pacto de desarmamento nuclear e de não-agressão.